# Eishockey-Europameisterschaft der U18-Junioren 1983
Die 16. Eishockey-Europameisterschaft der U18-Junioren fand vom 19. bis 25. März 1983 in Oslo, Fredrikstad und Sarpsborg in Norwegen statt. Die Spiele der B-Gruppe wurden vom 21. bis 27. März 1983 in Zoetermeer in den Niederlanden ausgetragen. Austragungsort der C-Gruppe war vom 3. bis 6. März 1983 Sarajevo in Jugoslawien (heute Bosnien und Herzegowina).

## A-Gruppe

### Vorrunde
Gruppe 1
| Spiele      | FIN  | SWE  | SUI  | NOR  | Tore  | Pkt. |
| ----------- | ---- | ---- | ---- | ---- | ----- | ---- |
| 1. Finnland |      | 4:3  | 10:0 | 12:1 | 26:04 | 6:0  |
| 2. Schweden | 3:4  |      | 6:2  | 13:3 | 22:09 | 4:2  |
| 3. Schweiz  | 0:10 | 2:6  |      | 4:2  | 06:18 | 2:4  |
| 4. Norwegen | 1:12 | 3:13 | 2:4  |      | 06:29 | 0:6  |

Gruppe 2
| Spiele              | URS  | TCH  | BRD  | FRA  | Tore  | Pkt. |
| ------------------- | ---- | ---- | ---- | ---- | ----- | ---- |
| 1. UdSSR            |      | 6:3  | 8:0  | 18:4 | 32:07 | 6:0  |
| 2. Tschechoslowakei | 3:6  |      | 12:3 | 13:0 | 28:09 | 4:2  |
| 3. BR Deutschland   | 0:8  | 3:12 |      | 5:1  | 08:21 | 2:4  |
| 4. Frankreich       | 4:18 | 0:13 | 1:5  |      | 05:36 | 0:6  |

### Endrunde
Für die beiden Gruppen der Endrunde wurden die untereinander erzielten Ergebnisse aus der Vorrunde übernommen. Diese Resultate sind hier in Klammern dargestellt.
Meisterrunde
| Spiele              | URS   | FIN   | TCH   | SWE   | Tore  | Pkt. |
| ------------------- | ----- | ----- | ----- | ----- | ----- | ---- |
| 1. UdSSR            |       | 5:1   | (6:3) | 7:5   | 18:09 | 6:0  |
| 2. Finnland         | 1:5   |       | 3:1   | (4:3) | 08:09 | 4:2  |
| 3. Tschechoslowakei | (3:6) | 1:3   |       | 4:2   | 08:11 | 2:4  |
| 4. Schweden         | 5:7   | (3:4) | 2:4   |       | 10:15 | 0:6  |

Platzierungsrunde
| Spiele            | BRD   | FRA   | SUI   | NOR   | Tore  | Pkt. |
| ----------------- | ----- | ----- | ----- | ----- | ----- | ---- |
| 1. BR Deutschland |       | (5:1) | 11:4  | 8:3   | 24:08 | 6:0  |
| 2. Frankreich     | (1:5) |       | 6:2   | 5:5   | 12:12 | 3:3  |
| 3. Schweiz        | 4:11  | 2:6   |       | (4:2) | 10:19 | 2:4  |
| 4. Norwegen       | 3:8   | 5:5   | (2:4) |       | 10:17 | 1:5  |

### Meistermannschaften
| U18-Europameister UdSSR | Jewgeni Beloscheikin, Alexei Tscherwjakow – Dmitri Sinowjew, Igor Knjasew, Andrei Korschunow, Anatoli Fedotow, Alexei Grischtschenko, Alexei Salimschanow, Sindew, Alexei Kizyn – Alexei Salomatin, Alexander Tschornych, Anatoli Naida, Nikolai Borschtschewski, Alexander Semak, Igor Wjasmikin, Jewgeni Kudimow, Sergei Swerschow, Andrei Wakruschew, Alexander Wirjasow, Sergei Nikonorow |
| Silber Finnland         | Timo Lehkonen, Jarmo Myllys – Erik Hämäläinen, Janne Karelius, Harri Laurila, Vesa Salo, Ari Suutari, Arto Taipola – Ari Haanpää, Iiro Järvi, Esa Keskinen, Mikko Mäkelä, Timo Norppa, Jouko Raasakka, Eerik Sjöblom, Esa Tikkanen, Jari Torkki, Kari Tuiskula, Kenth Vesterlund Trainerstab: Hilpas Sulin                                                                                    |
| Bronze Tschechoslowakei | Eduard Hartmann, Ivo Pešat – Aleš Flašar, Leo Gudas, Vojtěch Kučera, Stanislav Medřík, Rudolf Paryzek, Petr Prajsler, Petr Svoboda – Jan Blaha, Eduard Bůžek, Petr Hendrych, Stanislav Horanský, Marián Horváth, Kamil Kašťák, Tomáš Mareš, Michal Pivoňka, Jaroslav Ševčík, Petr Slabý, Luděk Stehlík, David Volek Trainerstab: Pavel Volek, Pavol Siroťák                                   |

### Auszeichnungen
| Auszeichnung       | Spieler        | Team             |
| ------------------ | -------------- | ---------------- |
| Topscorer          | Igor Wjasmikin | UdSSR            |
| Bester Torhüter    | Jarmo Myllys   | Finnland         |
| Bester Verteidiger | Petr Svoboda   | Tschechoslowakei |
| Bester Stürmer     | Igor Wjasmikin | UdSSR            |

All-Star-Team
| Angriff:      | Nikolai Borschtschewski – Michal Pivoňka – Igor Wjasmikin |
| Verteidigung: | Petr Svoboda – Andrei Korschunow                          |
| Tor:          | Jarmo Myllys                                              |

## B-Gruppe

### Vorrunde
Gruppe 1
| Spiele      | DEN  | ROM | POL  | UNG  | Tore  | Pkt. |
| ----------- | ---- | --- | ---- | ---- | ----- | ---- |
| 1. Dänemark |      | 6:2 | 4:2  | 10:0 | 20:04 | 6:0  |
| 2. Rumänien | 2:6  |     | 8:7  | 9:5  | 19:18 | 4:2  |
| 3. Polen    | 2:4  | 7:8 |      | 16:3 | 25:15 | 2:4  |
| 4. Ungarn   | 0:10 | 5:9 | 3:16 |      | 08:35 | 0:6  |

Gruppe 2
| Spiele         | NED | ITA | AUT | BUL | Tore  | Pkt. |
| -------------- | --- | --- | --- | --- | ----- | ---- |
| 1. Niederlande |     | 5:1 | 6:5 | 7:0 | 18:06 | 6:0  |
| 2. Italien     | 1:5 |     | 8:5 | 5:5 | 14:15 | 3:3  |
| 3. Österreich  | 5:6 | 5:8 |     | 7:1 | 17:15 | 2:4  |
| 4. Bulgarien   | 0:7 | 5:5 | 1:7 |     | 06:19 | 1:5  |

### Endrunde
Für die beiden Gruppen der Endrunde wurden die untereinander erzielten Ergebnisse aus der Vorrunde übernommen. Diese Resultate sind hier in Klammern dargestellt.
Aufstiegsrunde
| Spiele         | NED   | DEN   | ROM   | ITA   | Tore  | Pkt. |
| -------------- | ----- | ----- | ----- | ----- | ----- | ---- |
| 1. Niederlande |       | 7:6   | 11:2  | (5:1) | 23:09 | 6:0  |
| 2. Dänemark    | 6:7   |       | (6:2) | 8:4   | 20:13 | 4:2  |
| 3. Rumänien    | 2:11  | (2:6) |       | 12:4  | 16:21 | 2:4  |
| 4. Italien     | (1:5) | 4:8   | 4:12  |       | 09:25 | 0:6  |

Abstiegsrunde
| Spiele        | AUT   | POL    | BUL   | HUN    | Tore  | Pkt. |
| ------------- | ----- | ------ | ----- | ------ | ----- | ---- |
| 1. Österreich |       | 8:3    | (7:1) | 9:5    | 24:09 | 6:0  |
| 2. Polen      | 3:8   |        | 9:1   | (16:3) | 28:12 | 4:2  |
| 3. Bulgarien  | (1:7) | 1:9    |       | 5:3    | 07:19 | 2:4  |
| 4. Ungarn     | 5:9   | (3:16) | 3:5   |        | 11:30 | 0:6  |

### Auszeichnungen
| Auszeichnung | Spieler      | Team     |
| ------------ | ------------ | -------- |
| Top-Scorer   | Heinz Ehlers | Dänemark |

## C-Gruppe
| Spiele            | YUG | GBR | BEL | ESP | Tore  | Pkt. |
| ----------------- | --- | --- | --- | --- | ----- | ---- |
| 1. Jugoslawien    |     | 7:4 | 7:3 | 7:3 | 21:10 | 6:0  |
| 2. Großbritannien | 4:7 |     | 7:1 | 2:2 | 13:10 | 3:3  |
| 3. Belgien        | 3:7 | 1:7 |     | 6:4 | 10:18 | 2:4  |
| 4. Spanien        | 3:7 | 2:2 | 4:6 |     | 09:15 | 1:5  |

### Auszeichnungen
| Auszeichnung | Spieler      | Team        |
| ------------ | ------------ | ----------- |
| Top-Scorer   | Igor Kosović | Jugoslawien |